# Аліса Д'Амато
Аліса Д'Амато (італ. Alice D'Amato; нар. 7 лютого 2003, Генуя, Італія) — італійська гімнастка. Олімпійська чемпіонка вправи на колоді, срібна призерка в командній першості Олімпійських ігор 2024 року. Призерка чемпіонату світу в команді.

## Біографія
Має сестру-близнючку Асію, яка також займається гімнастикою.

## Спортивна кар'єра
Тренується в Міжнародній академії в Брешія, Італія, у Енріко Каселло, Моніки Бергамеллі, Марко Камподоніко.

#### 2019
У квітні на чемпіонаті Європи у багатоборстві з 53,233 балами зупинилась за крок до п'єдесталу. У фіналі на різновисоких брусах виборола бронзову нагороду.
На дебютному чемпіонаті світу в Штутгарті, Німеччина, разом з Дезіре Карофігліо, Елісою Іоріо, Джорджією Вілла та сестрою Асією Д'Амато в командних змаганнях сенсаційно здобули бронзові нагороди, що стало повторенням найкращого результату італійської збірної в командних змаганнях з чемпіонату світу 1950 року, крім того, здобули командну олімпійську ліцензію на Олімпійські ігри 2020 у Токіо, Японія. До фіналів в окремих видах не кваліфікувалась.

## Результати на турнірах
| Рік  | Змагання                  | КБ | ІБ | Опорний стрибок | Різновисокі бруси | Колода | Вільні вправи |
| ---- | ------------------------- | -- | -- | --------------- | ----------------- | ------ | ------------- |
| 2019 | Італійська Серія А (1)    | 1  | 5  | 1               |                   |        |               |
| 2019 | Італійська Серія А (2)    | 1  |    | 2               | 2                 |        |               |
| 2019 | Чемпіонат Європи          |    | 4  |                 | 3                 | 24     | 23            |
| 2019 | Італійська Серія А (3)    | 1  |    | 3               | 2                 |        |               |
| 2019 | Чемпіонат Італії          |    |    |                 | 3                 |        | 8             |
| 2019 | Чемпіонат світу           | 3  |    | 22              |                   |        |               |
| 2020 | Італійська Серія А (1)    | 1  |    | 2               | 3                 |        |               |
| 2020 | Італійська Серія А (2)    | 1  |    | 3               |                   |        |               |
| 2020 | Італійська Серія А (3)    | 1  |    | 1               | 2                 |        |               |
| 2020 | Чемпіонат Італії          |    | 5  |                 | 4                 |        | 8             |
| 2020 | Фінал італійської Серія А | 1  |    | 1               |                   |        |               |
| 2021 | Італійська Серія А (1)    | 1  |    | 1               | 2                 |        |               |
| 2021 | Італійська Серія А (3)    | 1  | 4  | 1               |                   |        |               |
| 2021 | Чемпіонат Європи          |    | 18 |                 | 5                 | 52     | 43            |
| 2021 | Фінал італійської Серія А | 1  |    | 1               | 1                 |        |               |
| 2021 | FIT Challenge             | 3  | 7  |                 |                   |        | 6             |
| 2021 | Чемпіонат Італії          |    |    |                 | 3                 |        |               |
| 2021 | Олімпійські ігри          | 4  | 20 |                 | 18                | 48     | 28            |
| 2021 | Чемпіонат світу           |    | 8  |                 | 12                | 60     | 17            |
| 2021 | Кубок Швейцарії           | 3  |    |                 |                   |        |               |
| 2022 | Італійська Серія А (1)    | 1  |    | 1               | 1                 |        |               |
| 2022 | Італійська Серія А (3)    | 1  |    | 3               | 1                 |        |               |
| 2022 | Фінал італійської Серія А | 1  |    | 2               | 1                 |        | 2             |
| 2022 | Середземноморські ігри    | 1  |    |                 |                   |        |               |
| 2022 | Чемпіонат Європи          | 1  |    |                 | 2                 |        | 8             |
| 2022 | Чемпіонат Італії          |    | 2  |                 | 4                 | 8      | 2             |
| 2022 | Чемпіонат світу           | 5  | 10 |                 | 9                 | 45     | 9             |
| 2022 | Меморіал Артура Гандери   |    | 1  | 1               | 1                 |        | 1             |
| 2023 | Італійська Серія А (1)    | 1  | 1  | 1               | 1                 |        | 1             |
| 2023 | Кубок світу в Котбусі     |    |    |                 | 1                 |        | 4             |
| 2023 | Італійська Серія А (2)    | 1  |    | 1               | 1                 |        | 1             |
| 2023 | Чемпіонат Європи          | 2  | 3  |                 | 1                 | 5      | 5             |
| 2023 | Кубок світу в Каїрі       |    |    |                 | 1                 |        | 2             |
| 2023 | Чемпіонат світу           | 5  | 5  |                 | 39                | 48     | 13            |
| 2024 | Трофей міста Єзоло        | 1  | 1  |                 | 2                 |        |               |
| 2024 | Чемпіонат Європи          | 1  | 2  |                 | 1                 | 5      |               |
| 2024 | Олімпійські ігри          | 2  | 4  |                 | 5                 | 1      | 6             |